# 파하드 마지디
파하드 마지디(페르시아어: فرهاد مجیدی, Farhad Majidi, 1977년 6월 3일 ~ )는 이란의 축구 선수로서 포지션은 공격수이다. 2013년 10월 29일, 그는 현역 은퇴를 선언하였다.